# Lancelin
Lancelin, nebo Landolt, († srpen 991) byl klettgauský a altenburský hrabě z rodu Habsburků.
Narodil se jako syn Guntrama Bohatého, považovaného za praotce habsburského rodu. Podle kroniky Acta Murensia se násilím zmocnil městečka Muri, kde pak jeho syn Radbot založil klášter.

## Potomci
∞ Luitgard z Thurgau
- Werner I. (975/980–1028), štrasburský biskup
- Radbot (kolem 985 – 1045), klettgauský a habsburský hrabě
- Rudolf I. (985/990–1063/1064), altenburský hrabě
- Lacelin II. († 1027)